# Nummer 1 (Marco Borsato)
#1 is een verzamelalbum van Marco Borsato.

## Geschiedenis
Het album bevat twee cd's. De titel verwijst naar de eerste cd, waarop al zijn nummer 1-hits uit de Nederlandse hitparades tot dat moment zijn opgenomen. Op de tweede cd zijn de favoriete liedjes van de fans verzameld. Niet alleen werd het album goed verkocht in Nederland, waar het de platina status bereikte, in België had het al de goudstatus bereikt voordat het in de winkel lag en stond het 18 weken op nummer 1.

## Muziek
| Nr. | Titel                       | Duur |
| --- | --------------------------- | ---- |
| 1.  | Dromen zijn bedrog          |      |
| 2.  | Waarom nou jij              |      |
| 3.  | De bestemming               |      |
| 4.  | Binnen                      |      |
| 5.  | Lopen op het water          |      |
| 6.  | Afscheid nemen bestaat niet |      |
| 7.  | Voorbij                     |      |
| 8.  | Wat zou je doen             |      |
| 9.  | Because we believe          |      |
| 10. | Rood                        |      |
| 11. | Everytime I think of you    |      |
| 12. | Wit licht                   |      |
| 13. | Stop de tijd                |      |
| 14. | Dochters                    |      |
| 15. | Schouder aan schouder       |      |
| 16. | Waterkant                   |      |

| Nr. | Titel                                       | Duur |
| --- | ------------------------------------------- | ---- |
| 1.  | Margherita                                  |      |
| 2.  | Zij                                         |      |
| 3.  | Ik leef niet meer voor jou                  |      |
| 4.  | Dochters (liveversie 2008)                  |      |
| 5.  | Nooit meer een morgen                       |      |
| 6.  | De waarheid                                 |      |
| 7.  | Speeltuin                                   |      |
| 8.  | Als alle lichten zijn gedoofd               |      |
| 9.  | Oud en afgedankt                            |      |
| 10. | Als rennen geen zin meer heeft              |      |
| 11. | Het water                                   |      |
| 12. | Kom maar bij mij                            |      |
| 13. | Wereld zonder jou (met Trijntje Oosterhuis) |      |
| 14. | Vlinder                                     |      |
| 15. | Vreemde handen                              |      |
| 16. | Opa                                         |      |

## Hitnoteringen

### NederlandseAlbum Top 100
| Hitnotering (week 1 t/m 43): 03-12-2011 t/m 22-09-2012 Hitnotering (week 44): 27-10-2012 Hitnotering (week 45): 24-11-2012 Hitnotering (week 46 t/m 55): 22-12-2012 t/m 23-02-2013 Hitnotering (week 56): 07-09-2013 Hitnotering (week 57): 07-12-2013 Hitnotering (week 58 t/m 65): 21-12-2013 t/m 08-02-2014 Hitnotering (week 66): 28-06-2014 Hitnotering (week 67): 26-07-2014 Hitnotering (week 68 t/m 69): 27-12-2014 t/m 03-01-2015 Hitnotering (week 70 t/m 79): 28-03-2015 t/m 30-05-2015 Hitnotering (week 80 t/m 81): 13-06-2015 t/m 20-06-2015 Hitnotering (week 82): 11-07-2015 Hitnotering (week 83 t/m 88): 25-07-2015 t/m 29-08-2015 Hitnotering (week 89 t/m 92): 19-09-2015 t/m 10-10-2015 Hitnotering (week 93 t/m 149): 24-10-2015 t/m 19-11-2016 Hitnotering (week 150 t/m 194): 07-01-2017 t/m 11-11-2017 | Hitnotering (week 1 t/m 43): 03-12-2011 t/m 22-09-2012 Hitnotering (week 44): 27-10-2012 Hitnotering (week 45): 24-11-2012 Hitnotering (week 46 t/m 55): 22-12-2012 t/m 23-02-2013 Hitnotering (week 56): 07-09-2013 Hitnotering (week 57): 07-12-2013 Hitnotering (week 58 t/m 65): 21-12-2013 t/m 08-02-2014 Hitnotering (week 66): 28-06-2014 Hitnotering (week 67): 26-07-2014 Hitnotering (week 68 t/m 69): 27-12-2014 t/m 03-01-2015 Hitnotering (week 70 t/m 79): 28-03-2015 t/m 30-05-2015 Hitnotering (week 80 t/m 81): 13-06-2015 t/m 20-06-2015 Hitnotering (week 82): 11-07-2015 Hitnotering (week 83 t/m 88): 25-07-2015 t/m 29-08-2015 Hitnotering (week 89 t/m 92): 19-09-2015 t/m 10-10-2015 Hitnotering (week 93 t/m 149): 24-10-2015 t/m 19-11-2016 Hitnotering (week 150 t/m 194): 07-01-2017 t/m 11-11-2017 | Hitnotering (week 1 t/m 43): 03-12-2011 t/m 22-09-2012 Hitnotering (week 44): 27-10-2012 Hitnotering (week 45): 24-11-2012 Hitnotering (week 46 t/m 55): 22-12-2012 t/m 23-02-2013 Hitnotering (week 56): 07-09-2013 Hitnotering (week 57): 07-12-2013 Hitnotering (week 58 t/m 65): 21-12-2013 t/m 08-02-2014 Hitnotering (week 66): 28-06-2014 Hitnotering (week 67): 26-07-2014 Hitnotering (week 68 t/m 69): 27-12-2014 t/m 03-01-2015 Hitnotering (week 70 t/m 79): 28-03-2015 t/m 30-05-2015 Hitnotering (week 80 t/m 81): 13-06-2015 t/m 20-06-2015 Hitnotering (week 82): 11-07-2015 Hitnotering (week 83 t/m 88): 25-07-2015 t/m 29-08-2015 Hitnotering (week 89 t/m 92): 19-09-2015 t/m 10-10-2015 Hitnotering (week 93 t/m 149): 24-10-2015 t/m 19-11-2016 Hitnotering (week 150 t/m 194): 07-01-2017 t/m 11-11-2017 | Hitnotering (week 1 t/m 43): 03-12-2011 t/m 22-09-2012 Hitnotering (week 44): 27-10-2012 Hitnotering (week 45): 24-11-2012 Hitnotering (week 46 t/m 55): 22-12-2012 t/m 23-02-2013 Hitnotering (week 56): 07-09-2013 Hitnotering (week 57): 07-12-2013 Hitnotering (week 58 t/m 65): 21-12-2013 t/m 08-02-2014 Hitnotering (week 66): 28-06-2014 Hitnotering (week 67): 26-07-2014 Hitnotering (week 68 t/m 69): 27-12-2014 t/m 03-01-2015 Hitnotering (week 70 t/m 79): 28-03-2015 t/m 30-05-2015 Hitnotering (week 80 t/m 81): 13-06-2015 t/m 20-06-2015 Hitnotering (week 82): 11-07-2015 Hitnotering (week 83 t/m 88): 25-07-2015 t/m 29-08-2015 Hitnotering (week 89 t/m 92): 19-09-2015 t/m 10-10-2015 Hitnotering (week 93 t/m 149): 24-10-2015 t/m 19-11-2016 Hitnotering (week 150 t/m 194): 07-01-2017 t/m 11-11-2017 | Hitnotering (week 1 t/m 43): 03-12-2011 t/m 22-09-2012 Hitnotering (week 44): 27-10-2012 Hitnotering (week 45): 24-11-2012 Hitnotering (week 46 t/m 55): 22-12-2012 t/m 23-02-2013 Hitnotering (week 56): 07-09-2013 Hitnotering (week 57): 07-12-2013 Hitnotering (week 58 t/m 65): 21-12-2013 t/m 08-02-2014 Hitnotering (week 66): 28-06-2014 Hitnotering (week 67): 26-07-2014 Hitnotering (week 68 t/m 69): 27-12-2014 t/m 03-01-2015 Hitnotering (week 70 t/m 79): 28-03-2015 t/m 30-05-2015 Hitnotering (week 80 t/m 81): 13-06-2015 t/m 20-06-2015 Hitnotering (week 82): 11-07-2015 Hitnotering (week 83 t/m 88): 25-07-2015 t/m 29-08-2015 Hitnotering (week 89 t/m 92): 19-09-2015 t/m 10-10-2015 Hitnotering (week 93 t/m 149): 24-10-2015 t/m 19-11-2016 Hitnotering (week 150 t/m 194): 07-01-2017 t/m 11-11-2017 | Hitnotering (week 1 t/m 43): 03-12-2011 t/m 22-09-2012 Hitnotering (week 44): 27-10-2012 Hitnotering (week 45): 24-11-2012 Hitnotering (week 46 t/m 55): 22-12-2012 t/m 23-02-2013 Hitnotering (week 56): 07-09-2013 Hitnotering (week 57): 07-12-2013 Hitnotering (week 58 t/m 65): 21-12-2013 t/m 08-02-2014 Hitnotering (week 66): 28-06-2014 Hitnotering (week 67): 26-07-2014 Hitnotering (week 68 t/m 69): 27-12-2014 t/m 03-01-2015 Hitnotering (week 70 t/m 79): 28-03-2015 t/m 30-05-2015 Hitnotering (week 80 t/m 81): 13-06-2015 t/m 20-06-2015 Hitnotering (week 82): 11-07-2015 Hitnotering (week 83 t/m 88): 25-07-2015 t/m 29-08-2015 Hitnotering (week 89 t/m 92): 19-09-2015 t/m 10-10-2015 Hitnotering (week 93 t/m 149): 24-10-2015 t/m 19-11-2016 Hitnotering (week 150 t/m 194): 07-01-2017 t/m 11-11-2017 | Hitnotering (week 1 t/m 43): 03-12-2011 t/m 22-09-2012 Hitnotering (week 44): 27-10-2012 Hitnotering (week 45): 24-11-2012 Hitnotering (week 46 t/m 55): 22-12-2012 t/m 23-02-2013 Hitnotering (week 56): 07-09-2013 Hitnotering (week 57): 07-12-2013 Hitnotering (week 58 t/m 65): 21-12-2013 t/m 08-02-2014 Hitnotering (week 66): 28-06-2014 Hitnotering (week 67): 26-07-2014 Hitnotering (week 68 t/m 69): 27-12-2014 t/m 03-01-2015 Hitnotering (week 70 t/m 79): 28-03-2015 t/m 30-05-2015 Hitnotering (week 80 t/m 81): 13-06-2015 t/m 20-06-2015 Hitnotering (week 82): 11-07-2015 Hitnotering (week 83 t/m 88): 25-07-2015 t/m 29-08-2015 Hitnotering (week 89 t/m 92): 19-09-2015 t/m 10-10-2015 Hitnotering (week 93 t/m 149): 24-10-2015 t/m 19-11-2016 Hitnotering (week 150 t/m 194): 07-01-2017 t/m 11-11-2017 | Hitnotering (week 1 t/m 43): 03-12-2011 t/m 22-09-2012 Hitnotering (week 44): 27-10-2012 Hitnotering (week 45): 24-11-2012 Hitnotering (week 46 t/m 55): 22-12-2012 t/m 23-02-2013 Hitnotering (week 56): 07-09-2013 Hitnotering (week 57): 07-12-2013 Hitnotering (week 58 t/m 65): 21-12-2013 t/m 08-02-2014 Hitnotering (week 66): 28-06-2014 Hitnotering (week 67): 26-07-2014 Hitnotering (week 68 t/m 69): 27-12-2014 t/m 03-01-2015 Hitnotering (week 70 t/m 79): 28-03-2015 t/m 30-05-2015 Hitnotering (week 80 t/m 81): 13-06-2015 t/m 20-06-2015 Hitnotering (week 82): 11-07-2015 Hitnotering (week 83 t/m 88): 25-07-2015 t/m 29-08-2015 Hitnotering (week 89 t/m 92): 19-09-2015 t/m 10-10-2015 Hitnotering (week 93 t/m 149): 24-10-2015 t/m 19-11-2016 Hitnotering (week 150 t/m 194): 07-01-2017 t/m 11-11-2017 | Hitnotering (week 1 t/m 43): 03-12-2011 t/m 22-09-2012 Hitnotering (week 44): 27-10-2012 Hitnotering (week 45): 24-11-2012 Hitnotering (week 46 t/m 55): 22-12-2012 t/m 23-02-2013 Hitnotering (week 56): 07-09-2013 Hitnotering (week 57): 07-12-2013 Hitnotering (week 58 t/m 65): 21-12-2013 t/m 08-02-2014 Hitnotering (week 66): 28-06-2014 Hitnotering (week 67): 26-07-2014 Hitnotering (week 68 t/m 69): 27-12-2014 t/m 03-01-2015 Hitnotering (week 70 t/m 79): 28-03-2015 t/m 30-05-2015 Hitnotering (week 80 t/m 81): 13-06-2015 t/m 20-06-2015 Hitnotering (week 82): 11-07-2015 Hitnotering (week 83 t/m 88): 25-07-2015 t/m 29-08-2015 Hitnotering (week 89 t/m 92): 19-09-2015 t/m 10-10-2015 Hitnotering (week 93 t/m 149): 24-10-2015 t/m 19-11-2016 Hitnotering (week 150 t/m 194): 07-01-2017 t/m 11-11-2017 | Hitnotering (week 1 t/m 43): 03-12-2011 t/m 22-09-2012 Hitnotering (week 44): 27-10-2012 Hitnotering (week 45): 24-11-2012 Hitnotering (week 46 t/m 55): 22-12-2012 t/m 23-02-2013 Hitnotering (week 56): 07-09-2013 Hitnotering (week 57): 07-12-2013 Hitnotering (week 58 t/m 65): 21-12-2013 t/m 08-02-2014 Hitnotering (week 66): 28-06-2014 Hitnotering (week 67): 26-07-2014 Hitnotering (week 68 t/m 69): 27-12-2014 t/m 03-01-2015 Hitnotering (week 70 t/m 79): 28-03-2015 t/m 30-05-2015 Hitnotering (week 80 t/m 81): 13-06-2015 t/m 20-06-2015 Hitnotering (week 82): 11-07-2015 Hitnotering (week 83 t/m 88): 25-07-2015 t/m 29-08-2015 Hitnotering (week 89 t/m 92): 19-09-2015 t/m 10-10-2015 Hitnotering (week 93 t/m 149): 24-10-2015 t/m 19-11-2016 Hitnotering (week 150 t/m 194): 07-01-2017 t/m 11-11-2017 | Hitnotering (week 1 t/m 43): 03-12-2011 t/m 22-09-2012 Hitnotering (week 44): 27-10-2012 Hitnotering (week 45): 24-11-2012 Hitnotering (week 46 t/m 55): 22-12-2012 t/m 23-02-2013 Hitnotering (week 56): 07-09-2013 Hitnotering (week 57): 07-12-2013 Hitnotering (week 58 t/m 65): 21-12-2013 t/m 08-02-2014 Hitnotering (week 66): 28-06-2014 Hitnotering (week 67): 26-07-2014 Hitnotering (week 68 t/m 69): 27-12-2014 t/m 03-01-2015 Hitnotering (week 70 t/m 79): 28-03-2015 t/m 30-05-2015 Hitnotering (week 80 t/m 81): 13-06-2015 t/m 20-06-2015 Hitnotering (week 82): 11-07-2015 Hitnotering (week 83 t/m 88): 25-07-2015 t/m 29-08-2015 Hitnotering (week 89 t/m 92): 19-09-2015 t/m 10-10-2015 Hitnotering (week 93 t/m 149): 24-10-2015 t/m 19-11-2016 Hitnotering (week 150 t/m 194): 07-01-2017 t/m 11-11-2017 | Hitnotering (week 1 t/m 43): 03-12-2011 t/m 22-09-2012 Hitnotering (week 44): 27-10-2012 Hitnotering (week 45): 24-11-2012 Hitnotering (week 46 t/m 55): 22-12-2012 t/m 23-02-2013 Hitnotering (week 56): 07-09-2013 Hitnotering (week 57): 07-12-2013 Hitnotering (week 58 t/m 65): 21-12-2013 t/m 08-02-2014 Hitnotering (week 66): 28-06-2014 Hitnotering (week 67): 26-07-2014 Hitnotering (week 68 t/m 69): 27-12-2014 t/m 03-01-2015 Hitnotering (week 70 t/m 79): 28-03-2015 t/m 30-05-2015 Hitnotering (week 80 t/m 81): 13-06-2015 t/m 20-06-2015 Hitnotering (week 82): 11-07-2015 Hitnotering (week 83 t/m 88): 25-07-2015 t/m 29-08-2015 Hitnotering (week 89 t/m 92): 19-09-2015 t/m 10-10-2015 Hitnotering (week 93 t/m 149): 24-10-2015 t/m 19-11-2016 Hitnotering (week 150 t/m 194): 07-01-2017 t/m 11-11-2017 | Hitnotering (week 1 t/m 43): 03-12-2011 t/m 22-09-2012 Hitnotering (week 44): 27-10-2012 Hitnotering (week 45): 24-11-2012 Hitnotering (week 46 t/m 55): 22-12-2012 t/m 23-02-2013 Hitnotering (week 56): 07-09-2013 Hitnotering (week 57): 07-12-2013 Hitnotering (week 58 t/m 65): 21-12-2013 t/m 08-02-2014 Hitnotering (week 66): 28-06-2014 Hitnotering (week 67): 26-07-2014 Hitnotering (week 68 t/m 69): 27-12-2014 t/m 03-01-2015 Hitnotering (week 70 t/m 79): 28-03-2015 t/m 30-05-2015 Hitnotering (week 80 t/m 81): 13-06-2015 t/m 20-06-2015 Hitnotering (week 82): 11-07-2015 Hitnotering (week 83 t/m 88): 25-07-2015 t/m 29-08-2015 Hitnotering (week 89 t/m 92): 19-09-2015 t/m 10-10-2015 Hitnotering (week 93 t/m 149): 24-10-2015 t/m 19-11-2016 Hitnotering (week 150 t/m 194): 07-01-2017 t/m 11-11-2017 | Hitnotering (week 1 t/m 43): 03-12-2011 t/m 22-09-2012 Hitnotering (week 44): 27-10-2012 Hitnotering (week 45): 24-11-2012 Hitnotering (week 46 t/m 55): 22-12-2012 t/m 23-02-2013 Hitnotering (week 56): 07-09-2013 Hitnotering (week 57): 07-12-2013 Hitnotering (week 58 t/m 65): 21-12-2013 t/m 08-02-2014 Hitnotering (week 66): 28-06-2014 Hitnotering (week 67): 26-07-2014 Hitnotering (week 68 t/m 69): 27-12-2014 t/m 03-01-2015 Hitnotering (week 70 t/m 79): 28-03-2015 t/m 30-05-2015 Hitnotering (week 80 t/m 81): 13-06-2015 t/m 20-06-2015 Hitnotering (week 82): 11-07-2015 Hitnotering (week 83 t/m 88): 25-07-2015 t/m 29-08-2015 Hitnotering (week 89 t/m 92): 19-09-2015 t/m 10-10-2015 Hitnotering (week 93 t/m 149): 24-10-2015 t/m 19-11-2016 Hitnotering (week 150 t/m 194): 07-01-2017 t/m 11-11-2017 | Hitnotering (week 1 t/m 43): 03-12-2011 t/m 22-09-2012 Hitnotering (week 44): 27-10-2012 Hitnotering (week 45): 24-11-2012 Hitnotering (week 46 t/m 55): 22-12-2012 t/m 23-02-2013 Hitnotering (week 56): 07-09-2013 Hitnotering (week 57): 07-12-2013 Hitnotering (week 58 t/m 65): 21-12-2013 t/m 08-02-2014 Hitnotering (week 66): 28-06-2014 Hitnotering (week 67): 26-07-2014 Hitnotering (week 68 t/m 69): 27-12-2014 t/m 03-01-2015 Hitnotering (week 70 t/m 79): 28-03-2015 t/m 30-05-2015 Hitnotering (week 80 t/m 81): 13-06-2015 t/m 20-06-2015 Hitnotering (week 82): 11-07-2015 Hitnotering (week 83 t/m 88): 25-07-2015 t/m 29-08-2015 Hitnotering (week 89 t/m 92): 19-09-2015 t/m 10-10-2015 Hitnotering (week 93 t/m 149): 24-10-2015 t/m 19-11-2016 Hitnotering (week 150 t/m 194): 07-01-2017 t/m 11-11-2017 | Hitnotering (week 1 t/m 43): 03-12-2011 t/m 22-09-2012 Hitnotering (week 44): 27-10-2012 Hitnotering (week 45): 24-11-2012 Hitnotering (week 46 t/m 55): 22-12-2012 t/m 23-02-2013 Hitnotering (week 56): 07-09-2013 Hitnotering (week 57): 07-12-2013 Hitnotering (week 58 t/m 65): 21-12-2013 t/m 08-02-2014 Hitnotering (week 66): 28-06-2014 Hitnotering (week 67): 26-07-2014 Hitnotering (week 68 t/m 69): 27-12-2014 t/m 03-01-2015 Hitnotering (week 70 t/m 79): 28-03-2015 t/m 30-05-2015 Hitnotering (week 80 t/m 81): 13-06-2015 t/m 20-06-2015 Hitnotering (week 82): 11-07-2015 Hitnotering (week 83 t/m 88): 25-07-2015 t/m 29-08-2015 Hitnotering (week 89 t/m 92): 19-09-2015 t/m 10-10-2015 Hitnotering (week 93 t/m 149): 24-10-2015 t/m 19-11-2016 Hitnotering (week 150 t/m 194): 07-01-2017 t/m 11-11-2017 | Hitnotering (week 1 t/m 43): 03-12-2011 t/m 22-09-2012 Hitnotering (week 44): 27-10-2012 Hitnotering (week 45): 24-11-2012 Hitnotering (week 46 t/m 55): 22-12-2012 t/m 23-02-2013 Hitnotering (week 56): 07-09-2013 Hitnotering (week 57): 07-12-2013 Hitnotering (week 58 t/m 65): 21-12-2013 t/m 08-02-2014 Hitnotering (week 66): 28-06-2014 Hitnotering (week 67): 26-07-2014 Hitnotering (week 68 t/m 69): 27-12-2014 t/m 03-01-2015 Hitnotering (week 70 t/m 79): 28-03-2015 t/m 30-05-2015 Hitnotering (week 80 t/m 81): 13-06-2015 t/m 20-06-2015 Hitnotering (week 82): 11-07-2015 Hitnotering (week 83 t/m 88): 25-07-2015 t/m 29-08-2015 Hitnotering (week 89 t/m 92): 19-09-2015 t/m 10-10-2015 Hitnotering (week 93 t/m 149): 24-10-2015 t/m 19-11-2016 Hitnotering (week 150 t/m 194): 07-01-2017 t/m 11-11-2017 | Hitnotering (week 1 t/m 43): 03-12-2011 t/m 22-09-2012 Hitnotering (week 44): 27-10-2012 Hitnotering (week 45): 24-11-2012 Hitnotering (week 46 t/m 55): 22-12-2012 t/m 23-02-2013 Hitnotering (week 56): 07-09-2013 Hitnotering (week 57): 07-12-2013 Hitnotering (week 58 t/m 65): 21-12-2013 t/m 08-02-2014 Hitnotering (week 66): 28-06-2014 Hitnotering (week 67): 26-07-2014 Hitnotering (week 68 t/m 69): 27-12-2014 t/m 03-01-2015 Hitnotering (week 70 t/m 79): 28-03-2015 t/m 30-05-2015 Hitnotering (week 80 t/m 81): 13-06-2015 t/m 20-06-2015 Hitnotering (week 82): 11-07-2015 Hitnotering (week 83 t/m 88): 25-07-2015 t/m 29-08-2015 Hitnotering (week 89 t/m 92): 19-09-2015 t/m 10-10-2015 Hitnotering (week 93 t/m 149): 24-10-2015 t/m 19-11-2016 Hitnotering (week 150 t/m 194): 07-01-2017 t/m 11-11-2017 | Hitnotering (week 1 t/m 43): 03-12-2011 t/m 22-09-2012 Hitnotering (week 44): 27-10-2012 Hitnotering (week 45): 24-11-2012 Hitnotering (week 46 t/m 55): 22-12-2012 t/m 23-02-2013 Hitnotering (week 56): 07-09-2013 Hitnotering (week 57): 07-12-2013 Hitnotering (week 58 t/m 65): 21-12-2013 t/m 08-02-2014 Hitnotering (week 66): 28-06-2014 Hitnotering (week 67): 26-07-2014 Hitnotering (week 68 t/m 69): 27-12-2014 t/m 03-01-2015 Hitnotering (week 70 t/m 79): 28-03-2015 t/m 30-05-2015 Hitnotering (week 80 t/m 81): 13-06-2015 t/m 20-06-2015 Hitnotering (week 82): 11-07-2015 Hitnotering (week 83 t/m 88): 25-07-2015 t/m 29-08-2015 Hitnotering (week 89 t/m 92): 19-09-2015 t/m 10-10-2015 Hitnotering (week 93 t/m 149): 24-10-2015 t/m 19-11-2016 Hitnotering (week 150 t/m 194): 07-01-2017 t/m 11-11-2017 | Hitnotering (week 1 t/m 43): 03-12-2011 t/m 22-09-2012 Hitnotering (week 44): 27-10-2012 Hitnotering (week 45): 24-11-2012 Hitnotering (week 46 t/m 55): 22-12-2012 t/m 23-02-2013 Hitnotering (week 56): 07-09-2013 Hitnotering (week 57): 07-12-2013 Hitnotering (week 58 t/m 65): 21-12-2013 t/m 08-02-2014 Hitnotering (week 66): 28-06-2014 Hitnotering (week 67): 26-07-2014 Hitnotering (week 68 t/m 69): 27-12-2014 t/m 03-01-2015 Hitnotering (week 70 t/m 79): 28-03-2015 t/m 30-05-2015 Hitnotering (week 80 t/m 81): 13-06-2015 t/m 20-06-2015 Hitnotering (week 82): 11-07-2015 Hitnotering (week 83 t/m 88): 25-07-2015 t/m 29-08-2015 Hitnotering (week 89 t/m 92): 19-09-2015 t/m 10-10-2015 Hitnotering (week 93 t/m 149): 24-10-2015 t/m 19-11-2016 Hitnotering (week 150 t/m 194): 07-01-2017 t/m 11-11-2017 | Hitnotering (week 1 t/m 43): 03-12-2011 t/m 22-09-2012 Hitnotering (week 44): 27-10-2012 Hitnotering (week 45): 24-11-2012 Hitnotering (week 46 t/m 55): 22-12-2012 t/m 23-02-2013 Hitnotering (week 56): 07-09-2013 Hitnotering (week 57): 07-12-2013 Hitnotering (week 58 t/m 65): 21-12-2013 t/m 08-02-2014 Hitnotering (week 66): 28-06-2014 Hitnotering (week 67): 26-07-2014 Hitnotering (week 68 t/m 69): 27-12-2014 t/m 03-01-2015 Hitnotering (week 70 t/m 79): 28-03-2015 t/m 30-05-2015 Hitnotering (week 80 t/m 81): 13-06-2015 t/m 20-06-2015 Hitnotering (week 82): 11-07-2015 Hitnotering (week 83 t/m 88): 25-07-2015 t/m 29-08-2015 Hitnotering (week 89 t/m 92): 19-09-2015 t/m 10-10-2015 Hitnotering (week 93 t/m 149): 24-10-2015 t/m 19-11-2016 Hitnotering (week 150 t/m 194): 07-01-2017 t/m 11-11-2017 |
| Week: | 1 | 2 | 3 | 4 | 5 | 6 | 7 | 8 | 9 | 10 | 11 | 12 | 13 | 14 | 15 | 16 | 17 | 18 | 19 | 20 |
| --- | --- | --- | --- | --- | --- | --- | --- | --- | --- | --- | --- | --- | --- | --- | --- | --- | --- | --- | --- | --- |
| Positie: | 2 | 5 | 5 | 7 | 9 | 7 | 9 | 11 | 16 | 26 | 33 | 22 | 28 | 32 | 16 | 32 | 43 | 57 | 48 | 35 |
| Week: | 21 | 22 | 23 | 24 | 25 | 26 | 27 | 28 | 29 | 30 | 31 | 32 | 33 | 34 | 35 | 36 | 37 | 38 | 39 | 40 |
| Positie: | 51 | 67 | 74 | 50 | 55 | 64 | 78 | 97 | 80 | 85 | 63 | 89 | 92 | 17 | 89 | 80 | 86 | 82 | 90 | 94 |
| Week: | 41 | 42 | 43 | | 44 | | 45 | | 46 | 47 | 48 | 49 | 50 | 51 | 52 | 53 | 54 | 55 | | 56 |
| Positie: | 77 | 95 | 89 | uit | 100 | uit | 93 | uit | 87 | 97 | 60 | 36 | 41 | 36 | 41 | 34 | 80 | 98 | uit | 100 |
| Week: | | 57 | | 58 | 59 | 60 | 61 | 62 | 63 | 64 | 65 | | 66 | | 67 | | 68 | 69 | | 70 |
| Positie: | uit | 99 | uit | 100 | 79 | 50 | 60 | 57 | 53 | 55 | 61 | uit | 98 | uit | 97 | uit | 95 | 72 | uit | 82 |
| Week: | 71 | 72 | 73 | 74 | 75 | 76 | 77 | 78 | 79 | | 80 | 81 | | 82 | | 83 | 84 | 85 | 86 | 87 |
| Positie: | 33 | 19 | 39 | 36 | 45 | 36 | 58 | 73 | 79 | uit | 82 | 97 | uit | 100 | uit | 94 | 84 | 92 | 83 | 73 |
| Week: | 88 | | 89 | 90 | 91 | 92 | | 93 | 94 | 95 | 96 | 97 | 98 | 99 | 100 | 101 | 102 | 103 | 104 | 105 |
| Positie: | 98 | uit | 88 | 91 | 80 | 75 | uit | 61 | 51 | 41 | 53 | 50 | 34 | 52 | 68 | 63 | 70 | 63 | 50 | 26 |
| Week: | 106 | 107 | 108 | 109 | 110 | 111 | 112 | 113 | 114 | 115 | 116 | 117 | 118 | 119 | 120 | 121 | 122 | 123 | 124 | 125 |
| Positie: | 42 | 53 | 54 | 46 | 50 | 56 | 44 | 41 | 60 | 52 | 49 | 53 | 52 | 67 | 54 | 62 | 69 | 67 | 69 | 79 |
| Week: | 126 | 127 | 128 | 129 | 130 | 131 | 132 | 133 | 134 | 135 | 136 | 137 | 138 | 139 | 140 | 141 | 142 | 143 | 144 | 145 |
| Positie: | 76 | 95 | 86 | 69 | 73 | 83 | 60 | 61 | 58 | 63 | 65 | 66 | 61 | 68 | 71 | 70 | 81 | 83 | 88 | 84 |
| Week: | 146 | 147 | 148 | 149 | | 150 | 151 | 152 | 153 | 154 | 155 | 156 | 157 | 158 | 159 | 160 | 161 | 162 | 163 | 164 |
| Positie: | 87 | 89 | 85 | 97 | uit | 74 | 71 | 73 | 70 | 80 | 70 | 85 | 72 | 78 | 78 | 95 | 65 | 71 | 68 | 80 |
| Week: | 165 | 166 | 167 | 168 | 169 | 170 | 171 | 172 | 173 | 174 | 175 | 176 | 177 | 178 | 179 | 180 | 181 | 182 | 183 | 184 |
| Positie: | 61 | 75 | 77 | 77 | 82 | 77 | 72 | 79 | 80 | 83 | 66 | 70 | 64 | 65 | 72 | 60 | 59 | 58 | 69 | 74 |
| Week: | 185 | 186 | 187 | 188 | 189 | 190 | 191 | 192 | 193 | 194 | | | | | | | | | | |
| Positie: | 78 | 77 | 82 | 91 | 79 | 85 | 83 | 84 | 93 | 97 | uit | | | | | | | | | |

### VlaamseUltratop 200Albums
| Eerste notering: 03-12-2011 Laatste notering: 17-03-2018 | Eerste notering: 03-12-2011 Laatste notering: 17-03-2018 | Eerste notering: 03-12-2011 Laatste notering: 17-03-2018 | Eerste notering: 03-12-2011 Laatste notering: 17-03-2018 | Eerste notering: 03-12-2011 Laatste notering: 17-03-2018 | Eerste notering: 03-12-2011 Laatste notering: 17-03-2018 | Eerste notering: 03-12-2011 Laatste notering: 17-03-2018 | Eerste notering: 03-12-2011 Laatste notering: 17-03-2018 | Eerste notering: 03-12-2011 Laatste notering: 17-03-2018 | Eerste notering: 03-12-2011 Laatste notering: 17-03-2018 | Eerste notering: 03-12-2011 Laatste notering: 17-03-2018 | Eerste notering: 03-12-2011 Laatste notering: 17-03-2018 | Eerste notering: 03-12-2011 Laatste notering: 17-03-2018 | Eerste notering: 03-12-2011 Laatste notering: 17-03-2018 | Eerste notering: 03-12-2011 Laatste notering: 17-03-2018 | Eerste notering: 03-12-2011 Laatste notering: 17-03-2018 | Eerste notering: 03-12-2011 Laatste notering: 17-03-2018 | Eerste notering: 03-12-2011 Laatste notering: 17-03-2018 | Eerste notering: 03-12-2011 Laatste notering: 17-03-2018 | Eerste notering: 03-12-2011 Laatste notering: 17-03-2018 | Eerste notering: 03-12-2011 Laatste notering: 17-03-2018 |
| Week:                                                    | 1                                                        | 2                                                        | 3                                                        | 4                                                        | 5                                                        | 6                                                        | 7                                                        | 8                                                        | 9                                                        | 10                                                       | 11                                                       | 12                                                       | 13                                                       | 14                                                       | 15                                                       | 16                                                       | 17                                                       | 18                                                       | 19                                                       | 20                                                       |
| -------------------------------------------------------- | -------------------------------------------------------- | -------------------------------------------------------- | -------------------------------------------------------- | -------------------------------------------------------- | -------------------------------------------------------- | -------------------------------------------------------- | -------------------------------------------------------- | -------------------------------------------------------- | -------------------------------------------------------- | -------------------------------------------------------- | -------------------------------------------------------- | -------------------------------------------------------- | -------------------------------------------------------- | -------------------------------------------------------- | -------------------------------------------------------- | -------------------------------------------------------- | -------------------------------------------------------- | -------------------------------------------------------- | -------------------------------------------------------- | -------------------------------------------------------- |
| Positie:                                                 | 5                                                        | 4                                                        | 2                                                        | 3                                                        | 3                                                        | 2                                                        | 3                                                        | 3                                                        | 11                                                       | 19                                                       | 28                                                       | 43                                                       | 49                                                       | 84                                                       | 68                                                       | 58                                                       | 71                                                       | 65                                                       | 71                                                       | 92                                                       |
| Week:                                                    | 21                                                       | 22                                                       | 23                                                       | 24                                                       | 25                                                       | 26                                                       | 27                                                       | 28                                                       | 29                                                       | 30                                                       | 31                                                       | 32                                                       | 33                                                       | 34                                                       | 35                                                       | 36                                                       | 37                                                       | 38                                                       | 39                                                       | 40                                                       |
| Positie:                                                 | 166                                                      | 104                                                      | 145                                                      | 139                                                      | 105                                                      | 111                                                      | 103                                                      | 119                                                      | 106                                                      | 98                                                       | 76                                                       | 108                                                      | 56                                                       | 84                                                       | 90                                                       | 108                                                      | 135                                                      | 106                                                      | 143                                                      | 133                                                      |
| Week:                                                    | 41                                                       | 42                                                       | 43                                                       | 44                                                       | 45                                                       | 46                                                       | 47                                                       | 48                                                       |                                                          | 49                                                       | 50                                                       | 51                                                       | 52                                                       | 53                                                       | 54                                                       | 55                                                       | 56                                                       | 57                                                       | 58                                                       | 59                                                       |
| Positie:                                                 | 142                                                      | 180                                                      | 158                                                      | 160                                                      | 154                                                      | 190                                                      | 152                                                      | 180                                                      | uit                                                      | 176                                                      | 151                                                      | 195                                                      | 63                                                       | 48                                                       | 41                                                       | 58                                                       | 109                                                      | 64                                                       | 112                                                      | 181                                                      |
| Week:                                                    | 60                                                       | 61                                                       |                                                          | 62                                                       |                                                          | 63                                                       | 64                                                       | 65                                                       | 66                                                       | 67                                                       |                                                          | 68                                                       | 69                                                       | 70                                                       | 71                                                       | 72                                                       | 73                                                       |                                                          | 74                                                       |                                                          |
| Positie:                                                 | 139                                                      | 177                                                      | uit                                                      | 155                                                      | uit                                                      | 197                                                      | 196                                                      | 158                                                      | 176                                                      | 133                                                      | uit                                                      | 135                                                      | 162                                                      | 170                                                      | 145                                                      | 164                                                      | 180                                                      | uit                                                      | 168                                                      | uit                                                      |
| Week:                                                    | 75                                                       |                                                          | 76                                                       |                                                          | 77                                                       | 78                                                       |                                                          | 79                                                       |                                                          | 80                                                       | 81                                                       | 82                                                       | 83                                                       | 84                                                       | 85                                                       | 86                                                       | 87                                                       | 88                                                       | 89                                                       | 90                                                       |
| Positie:                                                 | 182                                                      | uit                                                      | 132                                                      | uit                                                      | 127                                                      | 177                                                      | uit                                                      | 188                                                      | uit                                                      | 94                                                       | 122                                                      | 91                                                       | 118                                                      | 156                                                      | 135                                                      | 111                                                      | 69                                                       | 122                                                      | 106                                                      | 134                                                      |
| Week:                                                    |                                                          | 91                                                       |                                                          | 92                                                       |                                                          | 93                                                       |                                                          | 94                                                       | 95                                                       | 96                                                       | 97                                                       | 98                                                       | 99                                                       | 100                                                      | 101                                                      | 102                                                      | 103                                                      |                                                          | 104                                                      |                                                          |
| Positie:                                                 | uit                                                      | 167                                                      | uit                                                      | 190                                                      | uit                                                      | 152                                                      | uit                                                      | 142                                                      | 172                                                      | 190                                                      | 191                                                      | 152                                                      | 89                                                       | 96                                                       | 161                                                      | 177                                                      | 131                                                      | uit                                                      | 191                                                      | uit                                                      |
| Week:                                                    | 105                                                      | 106                                                      | 107                                                      | 108                                                      | 109                                                      |                                                          | 110                                                      | 111                                                      | 112                                                      |                                                          | 113                                                      | 114                                                      | 115                                                      |                                                          | 116                                                      |                                                          | 117                                                      |                                                          | 118                                                      |                                                          |
| Positie:                                                 | 161                                                      | 180                                                      | 184                                                      | 141                                                      | 179                                                      | uit                                                      | 179                                                      | 185                                                      | 197                                                      | uit                                                      | 149                                                      | 82                                                       | 133                                                      | uit                                                      | 138                                                      | uit                                                      | 199                                                      | uit                                                      | 169                                                      | uit                                                      |
| Week:                                                    | 119                                                      | 120                                                      | 121                                                      | 122                                                      | 123                                                      | 124                                                      | 125                                                      | 126                                                      | 127                                                      | 128                                                      | 129                                                      |                                                          | 130                                                      | 131                                                      |                                                          | 132                                                      | 133                                                      |                                                          | 134                                                      | 135                                                      |
| Positie:                                                 | 151                                                      | 180                                                      | 170                                                      | 164                                                      | 119                                                      | 143                                                      | 145                                                      | 166                                                      | 183                                                      | 162                                                      | 149                                                      | uit                                                      | 176                                                      | 118                                                      | uit                                                      | 156                                                      | 190                                                      | uit                                                      | 158                                                      | 147                                                      |
| Week:                                                    | 136                                                      |                                                          | 137                                                      |                                                          | 138                                                      | 139                                                      | 140                                                      |                                                          | 141                                                      | 142                                                      |                                                          | 143                                                      |                                                          | 144                                                      |                                                          | 145                                                      | 146                                                      |                                                          | 147                                                      | 148                                                      |
| Positie:                                                 | 196                                                      | uit                                                      | 153                                                      | uit                                                      | 121                                                      | 64                                                       | 70                                                       | uit                                                      | 143                                                      | 161                                                      | uit                                                      | 153                                                      | uit                                                      | 172                                                      | uit                                                      | 172                                                      | 195                                                      | uit                                                      | 175                                                      | 156                                                      |
| Week:                                                    | 149                                                      | 150                                                      | 151                                                      | 152                                                      | 153                                                      | 154                                                      |                                                          | 155                                                      | 156                                                      |                                                          | 157                                                      | 158                                                      |                                                          | 159                                                      | 160                                                      |                                                          | 161                                                      |                                                          | 162                                                      |                                                          |
| Positie:                                                 | 127                                                      | 123                                                      | 177                                                      | 188                                                      | 192                                                      | 159                                                      | uit                                                      | 183                                                      | 118                                                      | uit                                                      | 176                                                      | 189                                                      | uit                                                      | 193                                                      | 197                                                      | uit                                                      | 132                                                      | uit                                                      | 171                                                      | uit                                                      |
| Week:                                                    | 163                                                      | 164                                                      | 165                                                      | 166                                                      | 167                                                      | 168                                                      |                                                          | 169                                                      | 170                                                      |                                                          | 171                                                      | 172                                                      | 173                                                      | 174                                                      | 175                                                      | 176                                                      | 177                                                      |                                                          | 178                                                      |                                                          |
| Positie:                                                 | 180                                                      | 106                                                      | 132                                                      | 127                                                      | 147                                                      | 172                                                      | uit                                                      | 149                                                      | 130                                                      | uit                                                      | 127                                                      | 106                                                      | 103                                                      | 113                                                      | 153                                                      | 121                                                      | 141                                                      | uit                                                      | 136                                                      | uit                                                      |
| Week:                                                    | 179                                                      | 180                                                      | 181                                                      | 182                                                      |                                                          | 183                                                      |                                                          | 184                                                      |                                                          | 185                                                      | 186                                                      |                                                          | 187                                                      |                                                          | 188                                                      |                                                          | 189                                                      | 190                                                      | 191                                                      | 192                                                      |
| Positie:                                                 | 132                                                      | 177                                                      | 161                                                      | 186                                                      | uit                                                      | 178                                                      | uit                                                      | 156                                                      | uit                                                      | 163                                                      | 166                                                      | uit                                                      | 133                                                      | uit                                                      | 188                                                      | uit                                                      | 118                                                      | 116                                                      | 112                                                      | 97                                                       |
| Week:                                                    | 193                                                      |                                                          | 194                                                      | 195                                                      | 196                                                      | 197                                                      |                                                          | 198                                                      |                                                          | 199                                                      | 200                                                      | 201                                                      | 202                                                      | 203                                                      | 204                                                      | 205                                                      | 206                                                      | 207                                                      | 208                                                      | 209                                                      |
| Positie:                                                 | 138                                                      | uit                                                      | 187                                                      | 142                                                      | 170                                                      | 112                                                      | uit                                                      | 179                                                      | uit                                                      | 128                                                      | 163                                                      | 182                                                      | 97                                                       | 114                                                      | 96                                                       | 95                                                       | 123                                                      | 122                                                      | 117                                                      | 120                                                      |
| Week:                                                    | 210                                                      | 211                                                      | 212                                                      | 213                                                      | 214                                                      | 215                                                      | 216                                                      | 217                                                      | 218                                                      | 219                                                      | 220                                                      | 221                                                      | 222                                                      | 223                                                      | 224                                                      | 225                                                      | 226                                                      | 227                                                      | 228                                                      | 229                                                      |
| Positie:                                                 | 170                                                      | 101                                                      | 95                                                       | 124                                                      | 175                                                      | 104                                                      | 59                                                       | 72                                                       | 108                                                      | 130                                                      | 108                                                      | 123                                                      | 70                                                       | 90                                                       | 76                                                       | 117                                                      | 131                                                      | 110                                                      | 169                                                      | 103                                                      |
| Week:                                                    | 230                                                      | 231                                                      | 232                                                      | 233                                                      | 234                                                      | 235                                                      | 236                                                      | 237                                                      | 238                                                      |                                                          |                                                          |                                                          |                                                          |                                                          |                                                          |                                                          |                                                          |                                                          |                                                          |                                                          |
| Positie:                                                 | 86                                                       | 89                                                       | 90                                                       | 92                                                       | 66                                                       | 115                                                      | 120                                                      | 64                                                       | 135                                                      | uit                                                      |                                                          |                                                          |                                                          |                                                          |                                                          |                                                          |                                                          |                                                          |                                                          |                                                          |